# Сан-Марино на летних Олимпийских играх 1972
Сан-Марино принимало участие в Летних Олимпийских играх 1972 года в Мюнхене (ФРГ), но не завоевало ни одной медали. Спортсмены Сан-Марино принимали участие в состязаниях по велоспорту и стрельбе. Всего участвовало семь человек.

## Шоссейный велоспорт
- Daniele Cesanti — не доехал до финиша.

## Стрельба
- Бруно Мори (47 место);
- Роберто Таманьини;
- Итало Казали (65 место);
- Либеро Казали (68 место);
- Сильвано Раганини (24 место);
- Гульельмо Джусти (43 место).